# Johann Peter
Johann Peter (23. února 1858 Bučina – 14. února 1935 Vimperk) byl německý učitel, básník a spisovatel píšící povídky ze života obyvatel Šumavy.

## Život
Peter se narodil v šumavské vísce Bučina. Pocházel ze starého rodu svobodných sedláků. Jeho otec Franz Peter byl rychtářem. Mladý Johann chodil do farní školy v Knížecích Pláních a obecné školy v Bučině. V Kašperských Horách byl jeho učitelem básník Heinrich Leo Weber. Další studia absolvoval na učitelském ústavu v Českých Budějovicích, kde na něho zapůsobil básník Franz Herold. Svojí učitelskou pouť započal v Dolním Rakousku, poté v Prachaticích a v Boru u České Lípy. Zde redigoval šumavský literární časopis Der Bömerwald. Johann Peter měl také výjimečný hudební talent. Hrál na flétnu, varhany a ovládal i několik smyčcových nástrojů. Jeho první literární dílo je sbírka básní Frühling, Wald und Liebe z roku 1881. Sbírka vyšla v Českých Budějovicích. První knihy s šumavskou tematikou vydal však roku 1886 ve Štýrském Hradci. Dílo se jmenovalo Charakter und Sittenbilder aus dem Böhmerwalde. V roce 1887 vydal v Lipsku knihu novel Buchengrün a po ní následovala další řada titulů v nichž zmapoval šumavský národopis. Johann Peter je rovněž autorem monografie města Prachatic s názvem Prachatitz im Böhmerwalde a spisu o hořických pašijových hrách Im Oberammergau des Böhmerwaldes. Peters byl velmi plodným autorem a ještě v roce 1929 vyšla v Českých Budějovicích jeho básnická sbírka Der sprossende Wald. Peterovým nejvýznamnějším dílem je patrně vzpomínková kniha Der Richterbub z roku 1914 a její dvě pokračování. Na sklonku života pobýval Johann Peter od roku 1930 ve Vimperku, kde pro něho dal postavit vilu nakladatel Steinbrener. Vila nesla název Abenfrieden. Zde také Johann Peter 14. února 1935 zemřel. Pohřben je na vimperském hřbitově. Ještě za jeho života v roce 1928 byla na jeho rodném domě v Bučině odhalena pamětní deska. Další pamětní deska byla na budově školy v Boru u České Lípy kde rovněž působil.
V roce 2019 vyšla v Českých Budějovicích kniha fotografií Šumavy (Šumava poetická a kouzelná) amatérského fotografa Petra Moravce. Dvojjazyčná kniha je doprovázena verši J. Petera v českých překladech (překladatelé: Helga Grimmová, Jan Mareš, Gernot Peter).

Památník J. Peterovi na Bučině v místě, kde stával jeho rodný dům
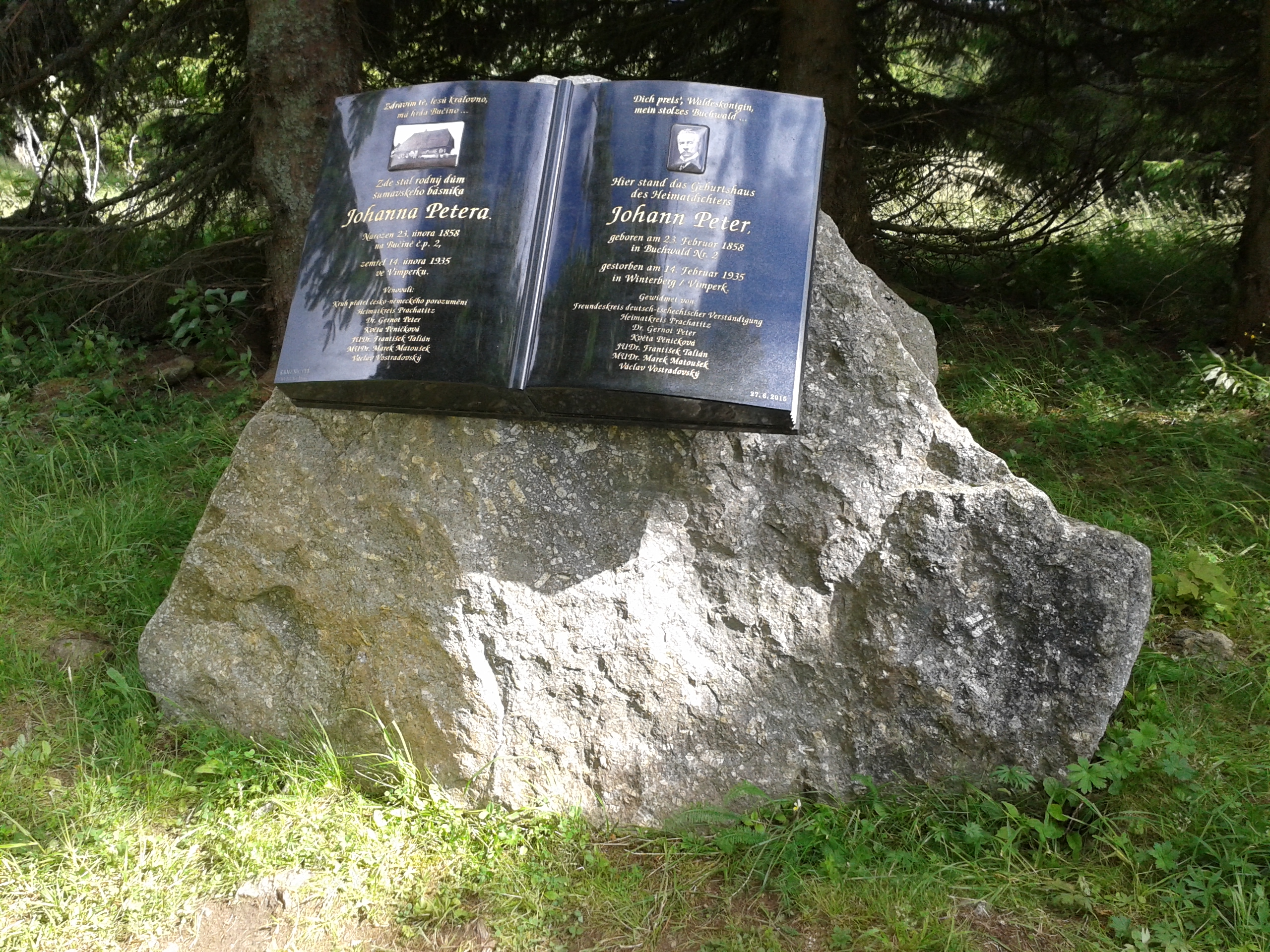
Celkový pohled
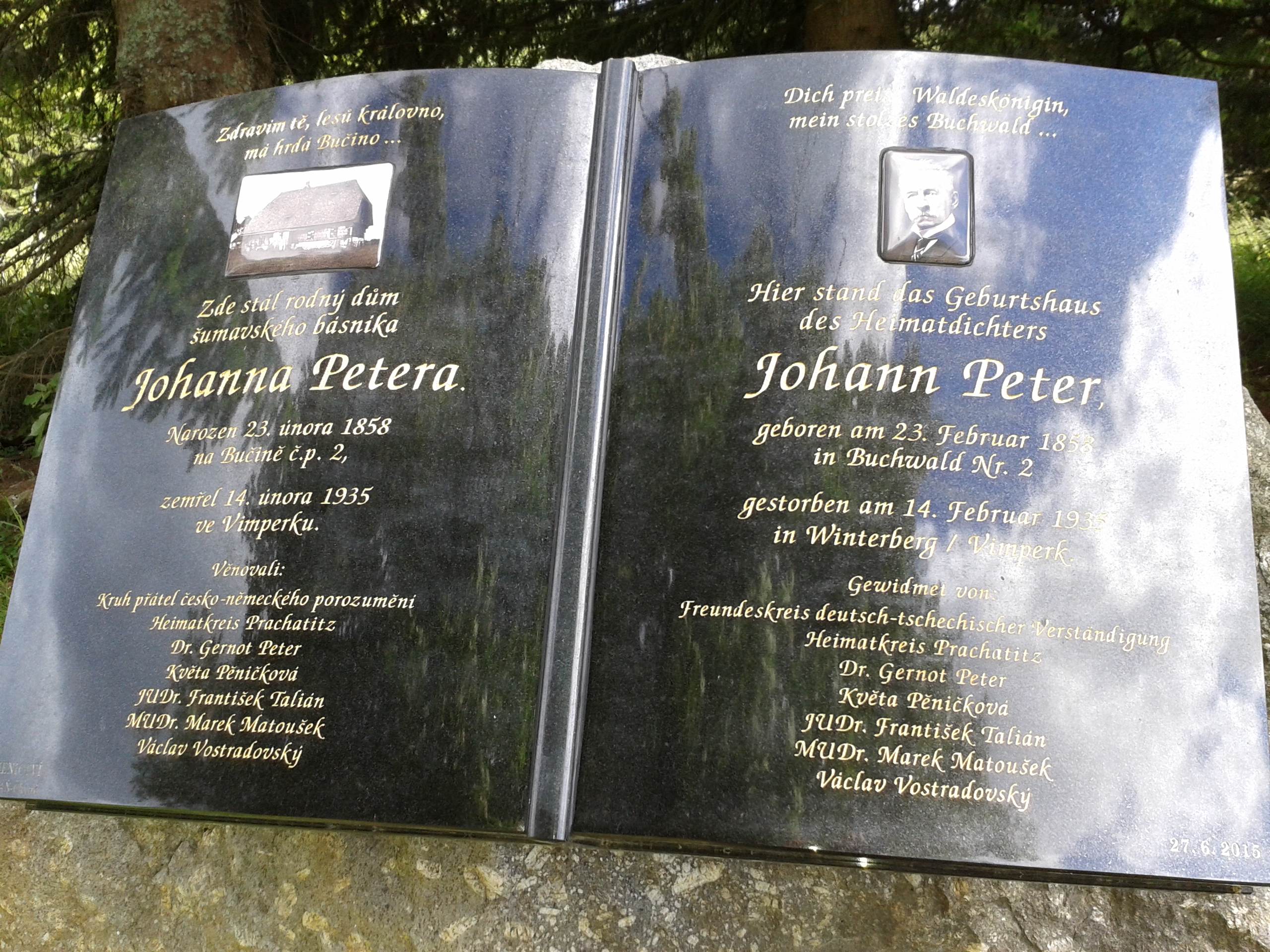
Instalován 27.6.2015